# Voskresenivka, Vasîlkivka
Voskresenivka (în ucraineană Воскресенівка) este localitatea de reședință a comunei Voskresenivka din raionul Vasîlkivka, regiunea Dnipropetrovsk, Ucraina.

## Demografie
Componența lingvistică a localității Voskresenivka
     Ucraineană (96,82%)
     Rusă (3,18%)
Conform recensământului din 2001, majoritatea populației localității Voskresenivka era vorbitoare de ucraineană (96,82%), existând în minoritate și vorbitori de rusă (3,18%).